# 青月泰山
青月 泰山（あおつきたいざん、1982年8月13日‐）は、日本のセリストである。

## 人物
3歳の頃からセロの演奏を初め、演奏会・オーケストラ等で数多く演奏する。長野県と京都府で少年期を過ごす。
セロの演奏を続けながら、大学時代は哲学／芸術美学を専攻する。また東洋系で中性的な容姿と日本人離れしたスタイルをかわれ、関西中心でモデルとしても活躍。身長183cm、体重57kg。
大学卒業後は拠点を東京に移し、自身のレーベル青月舎にて作品をコンスタントに発表中。
近年は多くのアーティストとのコラボレーションにより、演劇への出演、歌唱表現など、活躍の場はおおいに広がっている。

## 参加ユニット
左ききのゴーシュ
ソロユニット。
青い月と赤い薔薇
ヴァイオリニスト・さちとのクラシックデュオ。
Caccinica
湯澤幸一郎（ボーカル）、さち、Aya（ピアニスト）との耽美音楽ユニット。
kαin

青山辺境伯
湯澤幸一郎（ボーカル）、えびさわなおき（ピアニスト／アコーディオン奏者）との音楽ユニット。

## 作品

### CD
- 「左ききのゴーシュ」の作品集
  - 青蒼圏
  - 桜紅源
  - 紫詩宮
  - 雪のささやき（ミニ作品集）

- 「青い月と赤い薔薇」の作品集
  - 白鳥の夢

## 書籍

### 写真集
- 雪のささやき

## 外部サイト
- 青月舎
- 全ての青 ブログ